# Coupe des clubs champions européens de futsal 1986-1987
Navigation
1985-1986 1987-1988
La Coupe des champions de futsal 1986-1987 est la troisième édition de la Coupe des clubs champions européens de futsal. Le tournoi a lieu du 9 au 11 janvier 1987 à Maastricht et voit six clubs s'affronter.
Pour sa première participation, le Næstved IF est sacré champion d'Europe. Les Belges du ZVK Hasselt perd en finale pour la seconde fois consécutive et en autant de participation. Le tenant du titre Drei Keuninge échoue à la quatrième place.

## Organisation

### Lieu et format de la compétition
La compétition a lieu à Maastricht, au Pays-Bas, dans la salle nommée Sporthal De Geusselt.
Pour la première fois en trois éditions, le tournoi met aux prises six équipes invitées. Le format s'en voit modifié avec l'apparition d'une phase de groupes (deux poules de trois équipes) jouée en tournoi toutes rondes. Les deux premiers de chaque groupe s'affrontent ensuite en demi-finale croisée (le premier affronte le deuxième de l'autre groupe) dans un tournoi à élimination directe. Les derniers de chaque groupe jouent un match pour définir les 5e et 6e positions.

### Clubs participants
Comme lors de l'édition 1985 précédente, le tenant du titre (des Pays-Bas pour cette édition, Drei Keuninge) remporte son championnat national, le vice-champion Kras Boys participe donc à la compétition. Les deux clubs connaissent leur deuxième participation à la compétition européenne.
Le champion belge ZVK Hasselt, est la seule équipe à avoir aussi participé à la compétition avec une défaite en finale l'année précédente.
Ces trois clubs sont accompagnés des champions espagnols, italien et danois qui découvrent tous la compétition. Toutes les équipes sont invitées.
| Équipe,            | Qualification              | Nombre de participation | Dernière participation | Meilleur résultat |
| ------------------ | -------------------------- | ----------------------- | ---------------------- | ----------------- |
| Drei Keuninge T    | champion des Pays-Bas      | 2e                      | 1986                   | vainqueur (1986)  |
| ZVK Hasselt        | champion de Belgique       | 2e                      | 1986                   | finaliste (1986)  |
| Kras Boys          | vice-champion des Pays-Bas | 2e                      | 1985                   | finaliste (1985)  |
| GD Deportes Blanes | champion d'Espagne         | 1re                     | -                      | -                 |
| AS Ortana Grifus   | champion d'Italie          | 1re                     | -                      | -                 |
| Næstved IF         | champion du Danemark       | 1re                     | -                      | -                 |

## Compétition

### Phase de groupes
Dans les deux groupes le même scenario a lieu. L'équipe disputant les deux premiers matchs perds les deux rencontres,. Les deux vainqueurs s'affrontent donc lors du troisième et dernier affrontement le lendemain, et se neutralisent (2-2), synonyme de qualifications mutuelles,.

Le groupe A accueille la revanche de la finale de l'édition précédente 1986. L'égalité entre Drei Keuninge et ZVK Hasselt voit le second terminer en tête grâce à une meilleure attaque générale,,.
Dans le groupe B, Næstved IF devance les Italiens de l'AS Ortana Grifus à la différence de but,,.

### Phase finale
|  | Demi-finales     | Demi-finales    |                        |   | Finale          | Finale          |
|  | Demi-finales     | Demi-finales    |                        |   | Finale          | Finale          |
|  |                  |                 |                        |   |                 |                 |
|  | 10 janvier 1987  | 10 janvier 1987 |                        |   | 11 janvier 1987 | 11 janvier 1987 |
|  | 10 janvier 1987  | 10 janvier 1987 |                        |   | 11 janvier 1987 | 11 janvier 1987 |
|  | ZVK Hasselt      | 2               |                        |   | 11 janvier 1987 | 11 janvier 1987 |
|  | ZVK Hasselt      | 2               |                        |   | 11 janvier 1987 | 11 janvier 1987 |
|  | AS Ortana Grifus | 1               |                        |   | 11 janvier 1987 | 11 janvier 1987 |
|  | AS Ortana Grifus | 1               | ZVK Hasselt            | 0 |                 |                 |
|  |                  |                 | ZVK Hasselt            | 0 |                 |                 |
|  |                  | Næstved IF      | 7                      |   |                 |                 |
|  | Næstved IF       | Næstved IF      | 7                      | 5 |                 |                 |
|  | Næstved IF       |                 |                        | 5 |                 |                 |
|  | Drei Keuninge T  | 2               |                        |   |                 |                 |
|  | Drei Keuninge T  | 2               | Match pour la 3e place |   |                 |                 |
|  |                  |                 |                        |   |                 |                 |
|  |                  |                 |                        |   |                 |                 |
|  |                  |                 |                        |   |                 |                 |
|  | AS Ortana Grifus | 5 ap            |                        |   |                 |                 |
|  | AS Ortana Grifus | 5 ap            |                        |   |                 |                 |
|  | Drei Keuninge T  | 2               |                        |   |                 |                 |
|  | Drei Keuninge T  | 2               |                        |   |                 |                 |

Dans le match pour la cinquième place, le GD Deportes Blanes prend le meilleur sur le tenant du titre Drei Keuninge (5-1),,,.

### Classement final
| # | Club               | Tour atteint | M | V | N | D | Bp | Bc | Diff. |
| - | ------------------ | ------------ | - | - | - | - | -- | -- | ----- |
| 1 | Næstved IF         | finale       | 4 | 3 | 1 | 0 | 21 | 9  | +12   |
| 2 | ZVK Hasselt        | finale       | 4 | 2 | 1 | 1 | 10 | 14 | -4    |
| 3 | AS Ortana Grifus   | demi-finale  | 4 | 2 | 1 | 1 | 11 | 8  | +3    |
| 4 | Drei Keuninge T    | demi-finale  | 4 | 1 | 1 | 2 | 10 | 14 | -4    |
| 5 | GD Deportes Blanes | 1er tour     | 3 | 1 | 0 | 2 | 11 | 11 | 0     |
| 6 | Kras Boys          | 1er tour     | 3 | 0 | 0 | 3 | 8  | 15 | -7    |